# کیمبولتون، هرفوردشر
کیمبولتون (به انگلیسی: Kimbolton) یک روستا و محله مدنی در بریتانیا است که در هرفوردشر واقع شده‌است. کیمبولتون ۴۷۲ نفر جمعیت دارد.